# Haplochromis pyrrhocephalus
Haplochromis pyrrhocephalus là một freshwater cá species thuộc họ Cichlidae. Nó là loài đặc hữu của the Tanzanian part của hồ Victoria; as it seems it is extinct in Kenyan waters ở đó nó formerly was also found.